# Стални епитет
Стални епитет је стилска фигура карактеристична за дела усменог постања. Супротно уобичајеним функцијама епитета да “ближе одређује“, “карактеризира“, “индивидуализира“, стални епитет одређује опште, учестало или пожељно стање. Функција сталног епитета је и у потреби за утврђеним метричким формулама, као готовим, унапред датим начинима изражавања. Тако народни певач не мора да се довија и измишља нове епитете, већ из фонда постојећих преузима готове обрасце.
Дешава се да народни певачи неку формулу типа епитет + именица схвате као јединствен појам и тако је употребљавају, не водећи рачуна о значењу њених делова. Долази до механичке употребе сталног епитета: “бијеле руке Арапке ђевојке“, “верна љуба“ у песмама у којима се пева о неверству жене, “стара мајка“ у песмама у којима је јасно да се не ради о старој жени, епитети таутологијског карактера (“младо момче“).
Неки од сталних епитета имају своје корене у архаичном поимању света. Тако се бинарна опозиција бело/црно задржава у начину обележавања: бело као позитивни, а црно као негативни принцип.
Изразитија сазнајна или естетска функција епитета остварује се релативно ретко, углавном у споју са неким другим стилским фигурама као што су антитеза, поређење или фигуре понављања.
| бео/бела/бело            | вила, црква, свет, дан/данак, град, двори, руке, лице, грло, овце |
| црни/црна                | Арапин, земља                                                     |
| рујно (црвено, црвеника) | вино                                                              |
| зелени/зелена            | гора, јела, трава, луг, долама                                    |
| ведро                    | небо                                                              |
| златни/златна            | круна, јабука, сахат, перо, нож                                   |
| жарко                    | сунце                                                             |
| јасна                    | месечина                                                          |
| гиздава                  | девојка                                                           |
| грозне                   | сузе                                                              |
| љута                     | гуја                                                              |
| оштра                    | сабља                                                             |
| хитар                    | књигоноша                                                         |
| стари/стара              | бабо, мајка                                                       |
| добар/добра              | час, јунак, коњ, девојка                                          |
| верна                    | љуба                                                              |
| мили/мила                | Бог, брат, сестра, побратим                                       |